# Трискелион

Трискелион с флага Острова Мэн

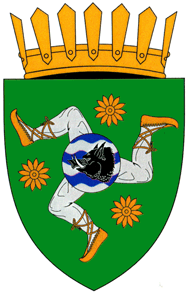
Герб села Сарата-Галбенэ, Республика Молдова

Герб Усть-Ордынского Бурятского округа

Трискелион (также трискель, трискел, трискеле, от фр. triskèle, образованному от др.-греч. τρισκελής — трёхногий) — древний символ в виде трёх лучей, выходящих из одной точки. Лучи представляют собой кривые, завитки или переломанные прямые линии. Ранние варианты трискелиона были чисто геометрическими, но позднее, к древнеримскому времени, преобразовались в бегущие ноги или драконьи головы. Исторически символ встречается у разных народов, начиная с ликийских монет V века до н. э. В настоящее время является официальным геральдическим символом Сицилии, острова Мэн.
На территории современной России трискелион обнаружен в 1999 году на моржовом клыке в слое первой половины X века на Рюриковом городище (Великий Новгород).

## Этимология
Несмотря на древность символа, у него не было общепринятого названия до XIX века, когда в 1835 году герцог де Люинь ввёл неологизм фр. triskèle в контексте нумизматики, использовав др.-греч. τρισκελής, трёхногий — которое в греческом к символу не применялось. Написание «трискелион» происходит от греч. τρισκέλιον — такого слова в древнегреческом не было, но оно используется в кафаревусе для обозначения треножника (и перекрёстного умножения). Вариант с человеческими ногами также иногда называется «трикветр из ног».

## В государственной символике

### Сицилия

Флаг Сицилии с символом тринакрии

Трискелион является символом Сицилии. В VIII веке до нашей эры греческая экспедиция, занимающаяся поиском новых территорий в Средиземноморье, натолкнулась на большой, доселе неизвестный остров, который привлёк греков богатыми природными ресурсами. Обогнув остров, греки обнаружили, что он имеет три вершины, которые теперь известны как мыс Пахин на юге, мыс Пелор на востоке, и мыс Лилибей на западе.

## Символ националистических организаций

Эмблема ДСА
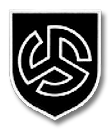
Эмблема 27-й дивизии СС «Лангемарк»

Южноафриканская националистическая организация Движение сопротивления африканеров, основанная в 1973 году, выбрала в качестве своей эмблемы трискелион, состоящий из трёх цифр «7», стилизованный под нацистскую свастику. Три семёрки были выбраны в противовес числу 666, ассоциирующемуся с антихристом.
Вариант трискелиона с четырьмя лучами — тетраскелион — подобен свастике. Трискелион был изображён на эмблеме и кольцах 27-й гренадерской дивизии СС «Лангемарк».

## Футбольные клубы
Трискелион изображён на эмблемах футбольных клубов «Фёрст» (Вена, Австрия) и «Генгам» (Генган, Бретань, Франция).